# Поедем с тобой в Макао
«Поедем с тобой в Макао» — российский независимый художественный фильм 2023 года, пятый полнометражный фильм режиссёра Романа Михайлова, снятый по его собственному сценарию, и его четвёртый фильм, вышедший на экраны в 2023 году. Картина, главные роли в которой сыграли Олег Чугунов и сам Роман Михайлов, рассказывает об игроке в покер, который выходит из тюрьмы и открывает своему сыну-студенту новый мир подпольных казино.
Премьера фильма состоялась на кинофестивале «Зимний» 4 декабря 2023 года. Также в декабре картина была показана как фильм открытия на фестивале «Сделано в Санкт-Петербурге».
По словам Романа Михайлова, «Поедем с тобой в Макао» завершает первый цикл его кинокартин, после которого начинается другой цикл, куда входят фильмы на индийскую тему и сериал.

## Сюжет
Олег живёт с матерью и отчимом и учится в университете на юрфаке. Внезапно он узнаёт от матери, что его отец, который несколько лет провёл в заключении, вышел на свободу и хочет увидеться с сыном. Мать рассказывает Олегу, что когда-то Сергей, отец Олега, успешно защитил диссертацию, но затем увлёкся карточными играми, проиграл квартиру и попал в тюрьму.
Сергей встречается с Олегом, они вместе бродят по улицам, а затем Сергей приводит сына к своим друзьям, игрокам в покер. Он просит одного из молодых игроков обучить Олега правилам игры в онлайн-покер, и Олег погружается в мир азартных игр и подпольных казино. Сергей тоже начинает иногда играть, хотя молодые игроки говорят Олегу, что стиль игры старшего поколения уже вышел из моды, и Сергей, который в прошлом был выдающимся игроком, сейчас не сможет показать высокий результат.
Становится известно, что в город приезжает бандит Гена-Стрекоза, которому когда-то Сергей и проиграл квартиру, после чего бандиты «подставили» его. Товарищи Сергея категорически против того, чтобы кто-то из них и тем более сам Сергей играл с Геной, однако Сергей уверен, что Гена «не умеет играть» и что тогда, несколько лет назад, ему «просто не повезло». Друзья Сергея объявляют, что в случае проигрыша они не будут выплачивать за Сергея его долг. Сергей вступает в игру с Геной и сначала много выигрывает, но затем, поставив весь выигрыш, проигрывает огромную сумму. Из-за нервного срыва он попадает в психиатрическую больницу, где разрабатывает покерные комбинации и пытается учить пациентов и персонал правилам игры. Главврач сообщает Олегу, что он не должен приносить отцу карточные колоды, потому что теперь Сергею надо максимально отвлечься от игры.
Тем не менее, Олег продолжает обсуждать с отцом новые, якобы выигрышные комбинации, которые тот разрабатывает. Олег также пытается играть сам, но всё время проигрывает, поскольку в покере он начал делать только первые шаги. От товарища по университету Олег узнаёт, что тот собирается ехать на платное обучение в Шанхай в один из самых престижных университетов мира. Он говорит матери и отчиму, что хочет поехать учиться в Китай и обучение будет стоит 80 тысяч долларов. Отчим достаёт эти деньги, считая, что образование важно. Олег отдаёт деньги Гене, покрывая долг отца. Сергей выходит из больницы. На улице они с Олегом обсуждают, что теперь стоит поехать в Макао, где практикуется особая культура карточных игр.

## В ролях
- Олег Чугунов — Олег
- Роман Михайлов — Сергей, отец Олега, лудоман
- Юлия Марченко — мать Олега
- Роман Агеев — отчим Олега
- Фёдор Лавров — «Профессор», игрок в покер
- Олег Рязанцев — игрок в покер
- Пётр Ступин — Гена-Стрекоза, бандит и игрок в покер
- Мария Мацель — официантка
- Виталий Коваленко — главврач психиатрической больницы
- Екатерина Старателева — медсестра в психиатрической больнице
- Вячеслав Машнов — спутник Гены-Стрекозы
- Евгений Алёхин — игрок в покер
- Илларион Маров — Фадей, молодой игрок в покер
- Руслан Азимов — Витя, молодой игрок в покер
- Анна Завтур — молодой игрок в покер
- Варвара Павлова — менеджер игроков в покер

## Создание
По словам Михайлова, сценарий фильма был написан за один день, поскольку до этого у него уже вышла книга «Дождись лета и посмотри, что будет» «про карты, про 90-е», в которой «отец главного героя зарабатывает, считая карты в казино, и учит этому сына».
В интервью Роман Михайлов сообщил о том, что работа над фильмом проходила вместе с экспертами: консультантом был чемпион мира по онлайн-покеру — «он и снимался, и позвал кучу друзей. Приехали легенды покера из 90-х, включая катал». Этим консультантом был Алексей Вандышев, ставший чемпионом мира по онлайн-покеру в 2021 году. Он выступил также в роли сопродюсера и инвестора картины и обучил Михайлова игре в покер. Сам режиссёр, сыгравший главную роль, два месяца перед съёмками «лудоманил, играл на риски, чтобы войти в роль, чтобы стать этим персонажем», так что к моменту начала съёмок он был «практически неадекватен», «ввёл себя в это состояние лудомании».
В одной из эпизодических ролей снялся музыкант Слава КПСС.
Хотя у продюсеров фильма были опасения, что ленте могут не выдать разрешение на прокат из-за обвинения в пропаганде азартных игр, 29 ноября 2023 года фильм получил прокатное удостоверение с возрастным ограничением 18+.

## Отзывы
Режиссёр фильма Роман Михайлов признался, что «Поедем с тобой в Макао» — «это для меня пик „попсы“, более простое кино мы вряд ли когда-нибудь снимем», а в дальнейшем с оператором Алексеем Родионовым они будут «двигаться в сторону экспериментов, в сторону более сложного киноязыка».
Никита Лаврецкий назвал фильм Михайлова «драмой об азартных играх», в которой «фабула предельно ясна, никакой мистики и эзотерики — фантазию стимулирует разве что камео Марии Мацель в роли линчианской официантки, медленно льющей на пол кофе». По мнению критика, «завязка, кульминация, концовка предсказуемы, но зато это самый понятный, доступный для восприятия и трогательный фильм Михайлова». Лаврецкий также пишет о том, что «главное украшение фильма» — это «центральный перформанс Михайлова», который выступил как «идеальный артист на роль гения не от мира сего».
По словам Ларисы Малюковой, это меланхолический психотриллер, причём «не столько про игру, сколько про гэмблинг-зависимость. Подмену реальности жизни, человеческих отношений. Игрой упоительной, азартной… безнадежной».